# Adriana von Hanau (1470–1524)
Adriana von Hanau (* 1. Mai 1470 in Hanau; † 12. April 1524) war eine Tochter des Grafen Philipp I., des Jüngeren, von Hanau-Münzenberg und seiner Frau Adriana von Nassau-Dillenburg.
| Ahnentafel Gräfin Adriana von Hanau-Münzenberg | Ahnentafel Gräfin Adriana von Hanau-Münzenberg                                                    | Ahnentafel Gräfin Adriana von Hanau-Münzenberg                                                    | Ahnentafel Gräfin Adriana von Hanau-Münzenberg                                                    | Ahnentafel Gräfin Adriana von Hanau-Münzenberg                                                    | Ahnentafel Gräfin Adriana von Hanau-Münzenberg | Ahnentafel Gräfin Adriana von Hanau-Münzenberg |
| ---------------------------------------------- | ------------------------------------------------------------------------------------------------- | ------------------------------------------------------------------------------------------------- | ------------------------------------------------------------------------------------------------- | ------------------------------------------------------------------------------------------------- | ---------------------------------------------- | ---------------------------------------------- |
| Urgroßeltern                                   | Reinhard II. von Hanau (* ca. 1369; † 1451) ⚭ Katharina von Nassau-Beilstein (* ca. 1370; † 1459) | Otto I. von Pfalz-Mosbach (* 1390; † 1461) ⚭ Johanna von Bayern-Landshut (* 1413; † 1444)         | Engelbert I. von Nassau-Dillenburg (* ca. 1380; † 1442) ⚭ Johanna von Polanen                     | Johann II von Loon und Heinsberg (* 1381; † 1438) ⚭ Anna von Solms († 1433)                       |                                                |                                                |
| Großeltern                                     | Reinhard III. von Hanau (* 1412; † 1452) ⚭ Margarethe von Pfalz-Mosbach (* 1432; † 1457)          | Reinhard III. von Hanau (* 1412; † 1452) ⚭ Margarethe von Pfalz-Mosbach (* 1432; † 1457)          | Johann IV. von Nassau-Dillenburg (* 1410; † 1475) ⚭ Marie von Loon und Heinsberg (* 1424; † 1502) | Johann IV. von Nassau-Dillenburg (* 1410; † 1475) ⚭ Marie von Loon und Heinsberg (* 1424; † 1502) |                                                |                                                |
| Eltern                                         | Philipp I. von Hanau-Münzenberg (* 1449; † 1500) ⚭ Adriana von Nassau-Dillenburg (* 1449; † 1477) | Philipp I. von Hanau-Münzenberg (* 1449; † 1500) ⚭ Adriana von Nassau-Dillenburg (* 1449; † 1477) | Philipp I. von Hanau-Münzenberg (* 1449; † 1500) ⚭ Adriana von Nassau-Dillenburg (* 1449; † 1477) | Philipp I. von Hanau-Münzenberg (* 1449; † 1500) ⚭ Adriana von Nassau-Dillenburg (* 1449; † 1477) |                                                |                                                |
| Adriana                                        |                                                                                                   |                                                                                                   |                                                                                                   |                                                                                                   |                                                |                                                |

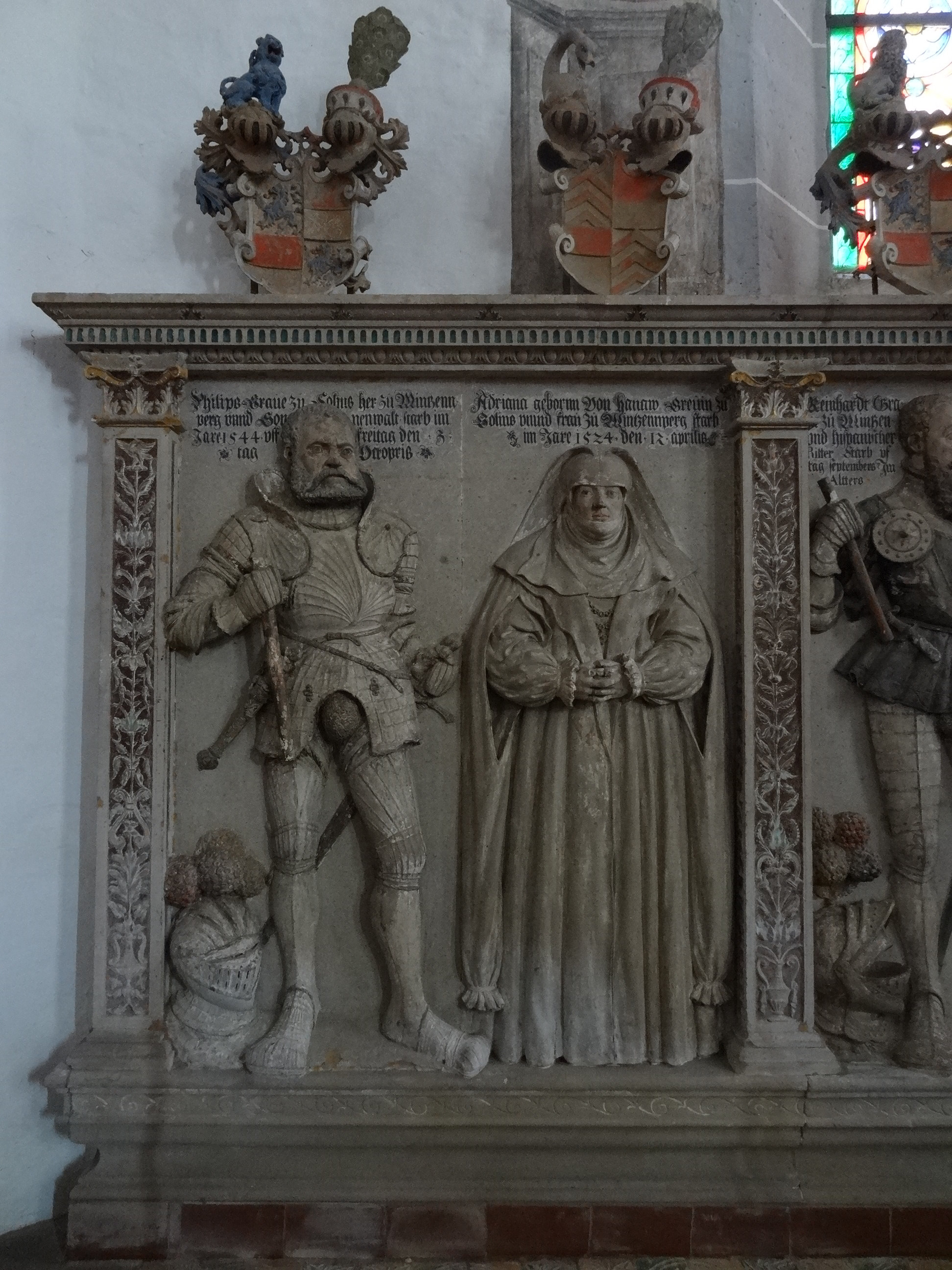
Adriana von Hanau und ihr Mann, Philipp von Solms-Lich, auf einem Epitaph in der Marienstiftskirche in Lich

Adriana heiratete am 15. Februar 1489 in Hanau den Grafen Philipp von Solms-Lich (* 15. August 1468; † 3. Oktober 1544, Frankfurt). Wegen des (entfernten) Verwandtschaftsverhältnisses war dafür ein päpstlicher Dispens erforderlich. Der Ehevertrag bestimmte eine Mitgift von 5000 fl., die um einer Widerlage in Höhe von 6000 fl. durch den Bräutigam ergänzt wurden und eine Morgengabe in Höhe von 1000 fl. Diese Summen zusammenzubringen erforderte seitens des Bräutigams wohl einige Anstrengungen: Erst 1506 quittiert Adriana, das Wittum empfangen zu haben. Als Witwensitz wurde ihr zunächst das Schloss Laubach zugewiesen. 1522 wird das vertraglich geändert. Nun soll der Witwensitz Schloss Lich sein.
Aus dieser Ehe gingen hervor:
- Walpurgia (* 28. Oktober 1490; † 1527), Nonne im Kloster Marienborn
- Reinhard I. (* 12. Oktober 1491; † 23. September 1562) ⚭ Gräfin Maria von Sayn (* 4. Mai 1505; † 13. Mai 1586)
- Dorothea (* 25. Januar 1493; † 8. Juni 1578) ⚭ Graf Ernst von Mansfeld-Vorderort († 1531)
- Otto (* 11. Mai 1496; † 14. Mai 1522) ⚭ Herzogin Anna von Mecklenburg (* 14. September 1485; † 12. Mai 1525), Witwe des Landgrafen Wilhelm II. von Hessen

Nach ihrem Tod wurde sie in Lich bestattet.